# Washington Mystics
Le Washington Mystics sono una delle dodici squadre di pallacanestro che militano nella WNBA (Women's National Basketball Association), il campionato professionistico femminile degli Stati Uniti d'America.

## Storia della franchigia

### Il primo expansion team della WNBA
Le Washington Mystics sono state una delle prime franchigie WNBA ad essere fondate tramite expansion team. Nel 1998, la loro prima stagione, terminarono con il peggior record WNBA di 3-27, nonostante fossero guidate dall'olimpionica Nikki McCray. Anche se quell'anno non raggiunse i playoff, la squadra aveva grandi aspettative dopo aver scelto la stella dell'Università del Tennessee Chamique Holdsclaw nel 1999. Washington migliora, ma ancora una volta non riesce a raggiungere i playoff, chiudendo con un record di 12-20. Holdsclaw condurrà la squadra ai playoff nel 2000, raggiungendo i playoff con un record di 14-18, perdendo contro le New York Liberty in uno sweep al primo turno.
Nel 2001, dopo aver ottenuto il peggior record della WNBA con 10-22, l'allenatore Tom Maher e la direttrice generale Melissa McFerrin si dimettono. Con il futuro della franchigia in bilico, Marianne Stanley, assistente allenatore delle Mystics, assume il ruolo di head coach. Con il duo Holdsclaw e la guardia esordiente Stacey Dales-Schuman, le Mystics raggiungono i playoff nel 2002, con un record di 17-15. Al primo turno spazzano via le Charlotte Sting, ma perdono di nuovo contro New York nelle finali della Eastern Conference per 2 partite a 1. Questa sarà l'unica volta che le Mystics vinceranno una serie di playoff fino al 2017.
Nel 2003 le Mystics hanno ottenuto il secondo peggior record nella storia della franchigia con un record di 9-25, ultimo nella Eastern Conference.
Le voci sull'insoddisfazione di Holdsclaw nel giocare a Washington si sono fatte sentire nel 2004, quando la stella dei Mystics è stata messa da parte per un disturbo non specificato, rivelatosi poi un attacco di depressione. Con l'assenza dell'All-Star, l'esordiente Alana Beard e la sua stella della Duke University guidarono una squadra impoverita di Mystics a una sorprendente partecipazione ai playoff, la terza nella storia delle Mystics. Le Mystics terminano la stagione 2004 con un bilancio di 17-17, ma perdono al primo turno contro le Connecticut Sun in tre partite.

### Le modifiche all'organizzazione
La stagione 2005 ha visto profondi cambiamenti nell'organizzazione delle Mystics. L'ex stella Holdsclaw si è unita alle Los Angeles Sparks e la squadra è stata venduta dalla Washington Sports and Entertainment alla Lincoln Holdings LLC, guidata da Ted Leonsis. Nel 2005, la squadra ha concluso la stagione regolare con un record di 16-18 e non ha raggiunto i playoff.
Nel 2006, le Mystics hanno ottenuto un record di 18-16, con la stella Alana Beard, draftata nel 2004. Le Mystics entrano nei playoff come quarta testa di serie. Al primo turno, Washington è stata spazzata via dalle Connecticut Sun, la prima squadra dell'Est.
Nel 2007 i Mystics hanno chiuso con un record di 16-18. In una conference più competitiva, la squadra si è accontentata di un risultato vicino ai 500 punti. Tuttavia, alla fine della stagione, le Mystics avevano lo stesso record delle New York Liberty. Poiché le Liberty hanno vinto la serie di regular season contro le Mystics, Washington ha perso lo spareggio ed è stata eliminata dalla lotta per i playoff.

### Il ritorno ai bassifondi della lega
Nel 2008, le Mystics cercano di costruire sulla base della loro sfiorata partecipazione ai playoff in una difficile Eastern Conference. Vengono scelte Crystal Langhorne del Maryland con la sesta scelta del draft WNBA 2008. Afflitte ancora una volta da problemi di allenatore, le Mystics cadono di nuovo in fondo alla Eastern Conference, finendo solo davanti alle Atlanta Dream. Le Mystics hanno cambiato 10 allenatori in 11 anni di esistenza, il maggior numero di allenatori nella WNBA. Il front office delle Mystics sapeva di dover ripulire completamente l'intero staff tecnico e dirigenziale.

### La seconda tranche di cambiamenti

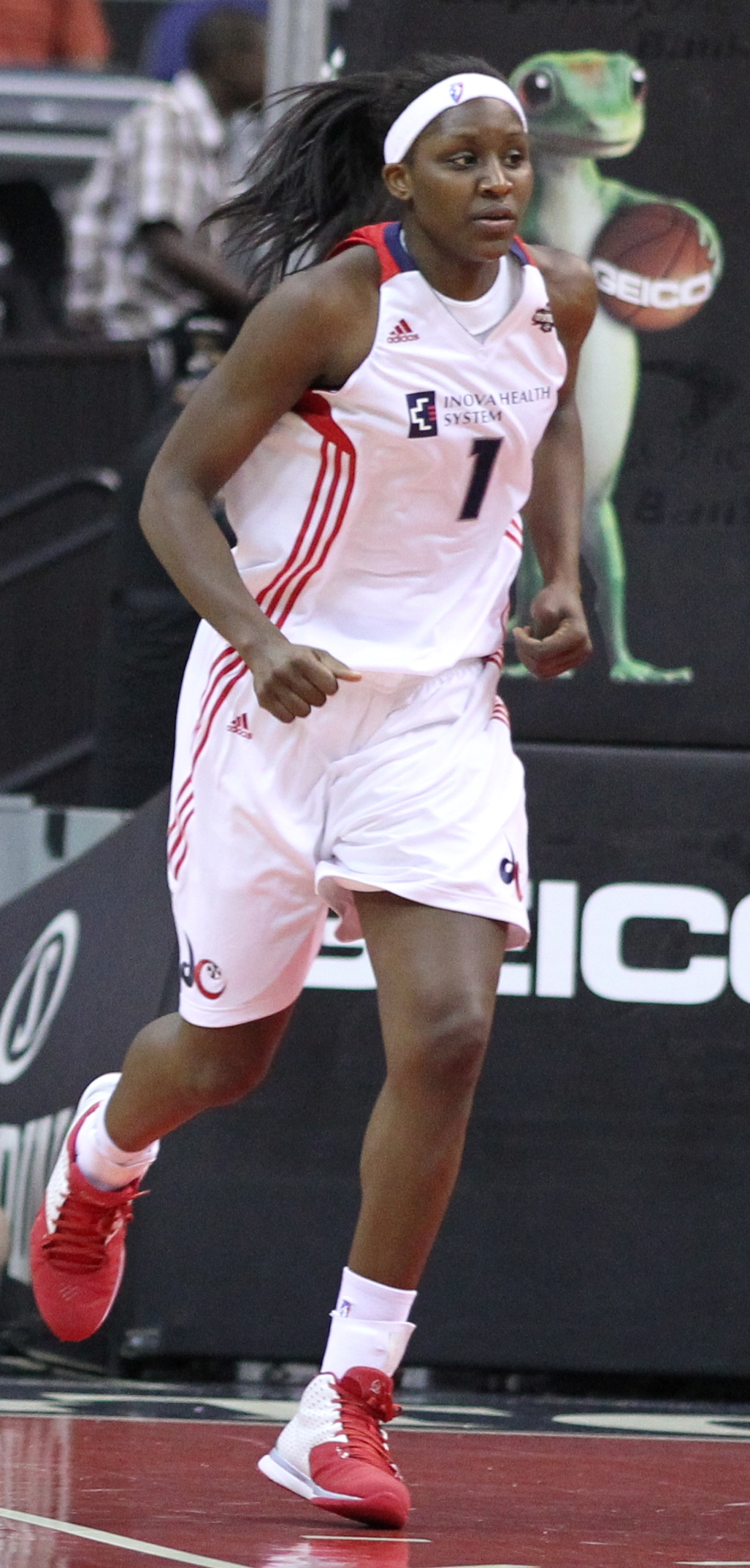
Crystal Langhorne

Durante l'off-season WNBA 2008/2009, le Mystics hanno esonerato la general manager Linda Hargrove (sostituita da Angela Taylor) e l'allenatrice ad interim Jessie Kenlaw (sostituita da Julie Plank). Con il nuovo direttore generale, le giocatrici con scarso rendimento sono state eliminate e sono state ingaggiate nuove giocatrici. Con la seconda scelta nel Draft dispersivo di Houston e nel Draft WNBA 2009, le Mystics selezionano rispettivamente Matee Ajavon e Marissa Coleman. Le Mystics sperano di trarre vantaggio dai cambiamenti di squadra e di trovare finalmente una certa consistenza nel loro gioco.
All'inizio della stagione, le Mystics iniziarono sorprendentemente 3-0. Dopo le prime tre partite, le Mystics si fermano a 13-18, ma il loro record di 16-18 è sufficiente per raggiungere i playoff. Tuttavia, nel loro ritorno ai playoff, le Indiana Fever, campioni della conference, si dimostrarono troppo forti per Washington e le Mystics furono spazzate via al primo turno. Questa sarebbe stata l'ultima stagione in cui Alana Beard ha giocato per i Mystics, poiché ha subito due infortuni che hanno messo fine alla stagione rispettivamente nel 2009 e nel 2010.
Nel 2010 le Mystics hanno disputato la loro migliore stagione di sempre. Guidate da Lindsey Harding, Katie Smith e Crystal Langhorne, le Mystics si sono piazzate al primo posto nella East con un record di 22-12. Tuttavia, nonostante il vantaggio di 3-1 nelle partite di regular season, sono state spazzate via al primo turno, anche con una sconfitta di 24 punti nella partita di eliminazione, dalle Atlanta Dream, seconde classificate alle WNBA Finals.
Prima della stagione 2011, le Mystics hanno effettuato molti cambiamenti controversi. Dopo la loro migliore stagione nella storia della franchigia, molti speravano che la squadra avrebbe finalmente trovato un po' di consistenza, ma non è stato così. La direttrice generale Angela Taylor non è riuscita a trovare un accordo per un nuovo contratto e, dopo che l'allenatrice Julie Plank ha rifiutato la richiesta di gestire sia le mansioni di allenatrice che quelle di GM, che è stata segnalata come una misura di riduzione dei costi, l'assistente dell'allenatrice delle Mystics Trudi Lacey è stata nominata per entrambe le posizioni. Quando le è stato chiesto se l'allontanamento di Plank e Taylor fosse uno degli errori da cui aveva detto di aver imparato durante la lotteria del draft WNBA del 2012, la proprietaria delle Mystics Sheila Johnson ha detto che non poteva parlare di questo argomento, citando "problemi di risorse umane" in corso. Dopo il cambio di allenatore/direttore generale, Harding e Smith chiesero entrambe di essere cedute a squadre specifiche, che vennero concesse (rispettivamente ad Atlanta e a Seattle). Inoltre, l'ala piccola titolare Monique Currie si strappò il legamento crociato del ginocchio mentre giocava in Europa a gennaio e rimase assente per la maggior parte della stagione WNBA. Come risultato di queste turbolenze fuori stagione, il record delle Mystics nel 2011 scese a 6-28 dal 22-12 dell'anno precedente. Anche Alana Beard se ne va in free agency, lasciando Crystal Langhorne come centro e poco altro.
Dopo una stagione ancora peggiore nel 2012 (5-29), Trudi Lacey è stata licenziata come allenatrice e GM delle Mystics. Pur avendo le migliori probabilità tra le quattro squadre coinvolte nella lotteria tenutasi il 26 settembre 2012 per il draft WNBA 2013, le Mystics sono finite con la quarta scelta, perdendo l'opportunità di scegliere una delle tre giocatrici più quotate disponibili nel draft WNBA 2013, ovvero Brittney Griner, Elena Delle Donne e Skylar Diggins.

### Il periodo di rebuilding alla ricerca di un futuro migliore
Nonostante la mancata scelta di una top 3 al draft, le Mystics sono rimaste positive e hanno continuato la loro fase di ricostruzione, aggiungendo al loro roster alcuni giovani talenti con un potenziale futuro. Prima della stagione WNBA 2013, le Mystics hanno scelto Tayler Hill ed Emma Meesseman nel Draft WNBA 2013. Dopo il licenziamento di Trudi Lacey, le Mystics assumono Mike Thibault come nuovo capo allenatore e GM.
Nella stagione WNBA 2013 le Mystics si sono classificate 17-17 e hanno raggiunto i playoff perdendo al primo turno.
Prima della stagione WNBA 2014, le Mystics hanno scelto Bria Hartley e Stefanie Dolson nel Draft WNBA 2014. Nella stagione WNBA 2014, Meesseman è diventata il centro titolare delle Mystics. Le Mystics terminano 16-18 e raggiungono i playoff, ma perdono ancora una volta al primo turno.
Nella stagione WNBA 2015 le Mystics hanno cambiato la formazione iniziale mettendo Dolson come centro e Meesseman come ala. La coppia di big-women ha avuto una stagione di svolta, in quanto entrambe sono state selezionate per il WNBA All-Star Game 2015. Più tardi, nel corso della stagione, le Mystics terminarono 18-16 e raggiunsero i playoff, ma uscirono ancora una volta al primo turno.
Nella stagione WNBA 2016, le Mystics hanno continuato ad acquisire e sviluppare giovani talenti. Nel draft WNBA del 2016 hanno scelto Kahleah Copper e hanno inserito Hill nella formazione titolare. La Hill ha avuto una stagione di svolta, guidando le Mystics nel punteggio con un career-high di 15,4 ppg e si è piazzata al secondo posto nelle votazioni per il premio WNBA Most Improved Player. Le Mystics purtroppo non raggiungono i playoff, chiudendo con un deludente 13-21, ma mostrano segni di promessa per il futuro. Meesseman ha continuato a migliorare dopo la sua stagione d'esordio, raggiungendo una media di 15,2 ppg in carriera. Sempre il 7 settembre 2016, le Mystics hanno segnato un record di franchigia di 118 punti insieme a 16 tiri da tre (altro record di franchigia) in una vittoria 118-81 sulle Chicago Sky.
Il 28 settembre 2016 si sono aggiudicate la seconda scelta assoluta nel draft WNBA 2017.

### Il periodo Delle Donne

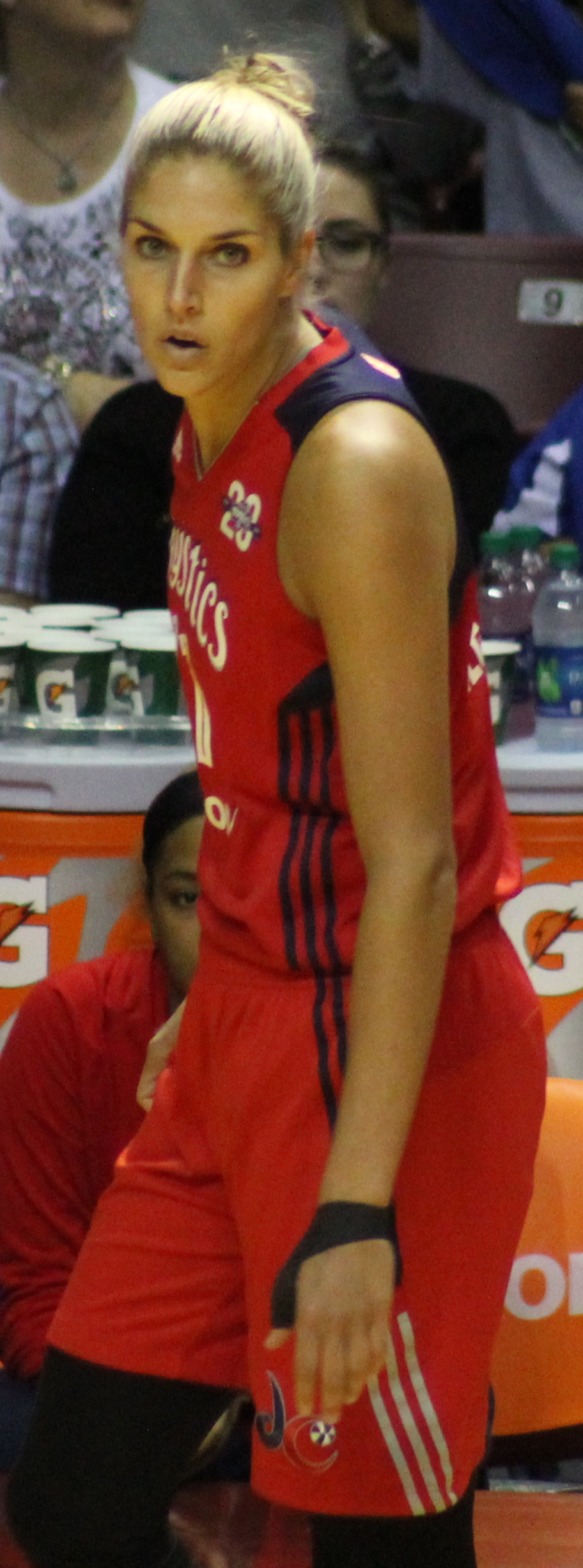
Elena Delle Donne alle semifinali WNBA 2017

Durante l'off-season 2016-17, i Mystics si sono dati da fare sul mercato degli scambi. Avendo a disposizione sufficienti risorse commerciali, erano decise a fare uno scambio per una giocatrice superstar. Per prima cosa, il 30 gennaio, la squadra ha concluso un accordo a tre con le New York Liberty e le Seattle Storm, inviando Bria Hartley e Kia Vaughn alle Liberty e ricevendo la scelta numero 6 delle Storm nel draft 2017. Questo si è rivelato il preludio di un accordo ancora più grande, in quanto ha liberato spazio per l'arrivo di una superstar in squadra. Annunciato ufficialmente il 2 febbraio, le Mystics hanno ceduto Kahleah Copper, Stefanie Dolson e la seconda scelta assoluta del draft WNBA 2017 alle Chicago Sky in cambio della MVP del campionato 2015 Elena Delle Donne. Sempre durante l'off-season, nella free agency, hanno ingaggiato la specialista dei tre punti Kristi Toliver (che aveva appena vinto un campionato con le Los Angeles Sparks nella stagione precedente), migliorando il loro roster in una contendente al campionato. [Tuttavia, con Meesseman che salta alcune partite a causa di un impegno all'estero e Tayler Hill fuori per una lacerazione del legamento crociato anteriore a metà stagione, le Mystics sono la testa di serie numero 6 del campionato con un record di 18-16. Le Mystics hanno sconfitto le Dallas Wings 86-76 nel primo turno eliminatorio. Nel secondo turno eliminatorio, i Mystics hanno sconfitto le New York Liberty 82-68, superando il secondo turno per la prima volta nella storia della franchigia, grazie a una prestazione da record di Toliver, che ha realizzato 9 tiri da tre punti nella vittoria. In semifinale, le Mystics sono state sconfitte dalle Minnesota Lynx in uno sweep di tre partite, che hanno poi vinto il campionato WNBA 2017.
Nella stagione WNBA 2018, le Mystics hanno giocato senza la loro power forward titolare Emma Meesseman, che ha giocato per la squadra belga nel torneo mondiale FIBA. Le Mystics hanno apportato alcune modifiche alla formazione titolare per compensare la sua assenza. A un mese dall'inizio della stagione, Tayler Hill ha fatto il suo ritorno in squadra dopo aver recuperato dall'infortunio al crociato anteriore, ma è stata scambiata un mese dopo con le Dallas Wings in cambio di Aerial Powers. Questo scambio ha aiutato le Mystics ad aumentare la profondità della rosa delle ali. Con un record di 22-12, le Mystics si classificano come testa di serie numero 3 del campionato e ottengono un bye per il secondo turno. Nella partita eliminatoria del secondo turno sconfiggono le Los Angeles Sparks per 96-64, avanzando alle semifinali per il secondo anno consecutivo. In semifinale, le Mystics hanno sconfitto le Atlanta Dream, testa di serie numero 2, in un'intensa serie di cinque partite, avanzando alle WNBA Finals per la prima volta nella storia della franchigia. In finale sono state spazzate via dalle Seattle Storm.
La Meesseman è tornata nella stagione WNBA 2019 e il suo ritorno ha spinto le Mystics a raggiungere un record di regular season senza precedenti di 26-8, guidando l'intera lega in vittorie e sconfitte totali e guadagnandosi il primo posto nei playoff. Con la determinazione di tornare alle finali e la speranza di poter finalmente conquistare un titolo, le Mystics hanno iniziato la loro corsa ai playoff saltando i due turni ad eliminazione diretta per arrivare a una serie di semifinale contro le Las Vegas Aces, poco più di un anno dopo che le squadre NHL di Washington e Las Vegas, i Capitals e i Golden Knights, si erano sfidate nelle finali della Stanley Cup 2018 con la vittoria dei primi. Le Mystics hanno tenuto a bada le Aces nelle prime due partite casalinghe per un insormontabile vantaggio di 2-0 nella serie, prima di finirle in Gara 4 dopo che le Aces avevano tentato un disperato tentativo di allungare la serie con una sconfitta in Gara 3. Le Mystics tornarono quindi alle finali contro le Connecticut Sun, una squadra che aveva il secondo miglior record della stagione regolare e che non era meno affamata di un campionato, essendo già arrivata a una vittoria dal termine. Questa volta, le Mystics hanno prevalso in cinque intense partite, vincendo quelle dispari e perdendo quelle pari, con la disponibilità e la salute della MVP dei playoff Elena Delle Donne che è diventata un fattore cruciale per il risultato. Le Sun sono riuscite a pareggiare la serie per due volte, sfruttando l'uscita anticipata di Donne in gara 2 per un infortunio alla schiena, e poi facendo leva su una determinazione implacabile e sulla volontà di imparare dagli errori dopo la sconfitta in gara 3 per negare alle Mystics l'opportunità di chiudere la serie in anticipo sul campo di casa. Alla fine le Mystics si sono guadagnate il loro primo campionato cancellando diversi svantaggi nell'ultima partita di spareggio, prima di spuntarla nell'ultimo quarto cruciale per ottenere una vittoria per 89-78. Meesseman è stata premiata come MVP delle finali.

## Record stagione per stagione
| Disputa Playoff | Campione di Conference | Campione WNBA |

| Stagione           | V   | P   | %    | Playoff                                                              | Risultato                                                                   |
| ------------------ | --- | --- | ---- | -------------------------------------------------------------------- | --------------------------------------------------------------------------- |
| Washington Mystics |     |     |      |                                                                      |                                                                             |
| 1998               | 3   | 27  | 10,0 |                                                                      |                                                                             |
| 1999               | 12  | 20  | 37,5 |                                                                      |                                                                             |
| 2000               | 14  | 18  | 43,8 | Perde le semifinali di Conference                                    | Washington 0, New York 2                                                    |
| 2001               | 10  | 22  | 31,3 |                                                                      |                                                                             |
| 2002               | 17  | 15  | 53,1 | Vince le semifinali di Conference Perde le finali di Conference      | Washington 2, Charlotte 1 Washington 0, New York 2                          |
| 2003               | 9   | 25  | 26,5 |                                                                      |                                                                             |
| 2004               | 17  | 17  | 50,0 | Perde le semifinali di Conference                                    | Washington 1, Connecticut 2                                                 |
| 2005               | 16  | 18  | 47,1 |                                                                      |                                                                             |
| 2006               | 18  | 16  | 52,9 | Perde le semifinali di Conference                                    | Washington 0, Connecticut 2                                                 |
| 2007               | 16  | 18  | 47,1 |                                                                      |                                                                             |
| 2008               | 10  | 24  | 29,4 |                                                                      |                                                                             |
| 2009               | 16  | 18  | 47,1 | Perde le semifinali di Conference                                    | Washington 0, Indiana 2                                                     |
| 2010               | 22  | 12  | 64,7 | Perde le semifinali di Conference                                    | Washington 0, Atlanta 2                                                     |
| 2011               | 6   | 28  | 17,6 |                                                                      |                                                                             |
| 2012               | 5   | 29  | 14,7 |                                                                      |                                                                             |
| 2013               | 17  | 17  | 50,0 | Perde le semifinali di Conference                                    | Washington 1, Atlanta 2                                                     |
| 2014               | 16  | 18  | 47,1 | Perde le semifinali di Conference                                    | Washington 0, Indiana 2                                                     |
| 2015               | 18  | 16  | 52,9 | Perde le semifinali di Conference                                    | Washington 0, New York 2                                                    |
| 2016               | 13  | 21  | 38,2 |                                                                      |                                                                             |
| 2017               | 18  | 16  | 52,9 | Vince il Primo Turno Vince il Secondo Turno Perde le semifinali WNBA | Washington 1, Dallas 0 Washington 1, New York 0 Washington 0, Minnesota 3   |
| 2018               | 22  | 12  | 64,7 | Vince il Secondo Turno Vince le semifinali WNBA Perde le WNBA Finals | Washington 1, Los Angeles 0 Washington 3, Atlanta 2 Washington 0, Seattle 3 |
| 2019               | 26  | 8   | 76,5 | Vince le semifinali WNBA Vince le WNBA Finals                        | Washington 3, Las Vegas 1 Washington 3, Connecticut 2                       |
| 2020               | 9   | 13  | 40,9 | Perde il Primo Turno                                                 | Washington 0, Phoenix 1                                                     |
| 2021               | 12  | 20  | 37,5 |                                                                      |                                                                             |
| Totale             | 342 | 448 | 43,3 |                                                                      |                                                                             |
| Play-off           | 18  | 30  | 37,5 | 1 Titoli WNBA 2 Titoli di Conference                                 | 1 Titoli WNBA 2 Titoli di Conference                                        |

## Squadra attuale
| \| Pos. \| Num. \| Naz. \| Nome \| Altezza \| Peso \| Data nascita \| Provenienza \| \| ----- \| ---- \| ---- \| ------------------------- \| ------- \| ----- \| ------------ \| ---------------- \| \| G \| 7 \| \| Atkins, Ariel \| 173 cm \| 76 kg \| 30-07-1996 \| Texas \| \| AG/C \| 0 \| \| Austin, Shakira \| 196 cm \| 86 kg \| 25-07-2000 \| Mississippi \| \| AP/AG \| 22 \| \| Clark, Alysha \| 180 cm \| 76 kg \| 07-07-1987 \| Middle Tennessee \| \| G \| 9 \| \| Cloud, Natasha \| 175 cm \| 73 kg \| 22-02-1992 \| Saint Joseph's \| \| G/AP \| 11 \| \| Delle Donne, Elena \| 196 cm \| 85 kg \| 05-09-1989 \| Delaware \| \| AP/AG \| 21 \| \| Hawkins, Tianna \| 191 cm \| 84 kg \| 02-03-1991 \| Maryland \| \| AP/AG \| 2 \| \| Hines-Allen, Myisha \| 185 cm \| 91 kg \| 30-05-1996 \| Louisville \| \| G \| 23 \| \| Jones, Jazmine \| 183 cm \| 73 kg \| 15-10-1996 \| Louisville \| \| G \| 13 \| \| Machida, Rui \| 163 cm \| 57 kg \| 08-03-1993 \| Giappone \| \| G \| 32 \| \| Walker-Kimbrough, Shatori \| 175 cm \| 64 kg \| 18-05-1995 \| Maryland \| \| G \| 4 \| \| Westbrook, Evina \| 183 cm \| 72 kg \| 28-09-1998 \| Connecticut \| \| C \| 1 \| \| Williams, Elizabeth \| 191 cm \| 91 kg \| 23-06-1993 \| Duke \| | Allenatore - Eric Thibault Assistente/i - LaToya Sanders - Shelley Patterson Legenda - (C) Capitano - (FA) Free agent - (S) Sospeso - (TW) Contratto Two-way - Infortunato Roster · Ultima transazione: 7 gennaio 2023 |                        |                           |         |       |              |                  |
| Pos. | Num. | Naz.                   | Nome                      | Altezza | Peso  | Data nascita | Provenienza      |
| G | 7 | Stati Uniti (bandiera) | Atkins, Ariel             | 173 cm  | 76 kg | 30-07-1996   | Texas            |
| AG/C | 0 | Stati Uniti (bandiera) | Austin, Shakira           | 196 cm  | 86 kg | 25-07-2000   | Mississippi      |
| AP/AG | 22 | Israele (bandiera)     | Clark, Alysha             | 180 cm  | 76 kg | 07-07-1987   | Middle Tennessee |
| G | 9 | Stati Uniti (bandiera) | Cloud, Natasha            | 175 cm  | 73 kg | 22-02-1992   | Saint Joseph's   |
| G/AP | 11 | Stati Uniti (bandiera) | Delle Donne, Elena        | 196 cm  | 85 kg | 05-09-1989   | Delaware         |
| AP/AG | 21 | Stati Uniti (bandiera) | Hawkins, Tianna           | 191 cm  | 84 kg | 02-03-1991   | Maryland         |
| AP/AG | 2 | Stati Uniti (bandiera) | Hines-Allen, Myisha       | 185 cm  | 91 kg | 30-05-1996   | Louisville       |
| G | 23 | Stati Uniti (bandiera) | Jones, Jazmine            | 183 cm  | 73 kg | 15-10-1996   | Louisville       |
| G | 13 | Giappone (bandiera)    | Machida, Rui              | 163 cm  | 57 kg | 08-03-1993   | Giappone         |
| G | 32 | Stati Uniti (bandiera) | Walker-Kimbrough, Shatori | 175 cm  | 64 kg | 18-05-1995   | Maryland         |
| G | 4 | Stati Uniti (bandiera) | Westbrook, Evina          | 183 cm  | 72 kg | 28-09-1998   | Connecticut      |
| C | 1 | Stati Uniti (bandiera) | Williams, Elizabeth       | 191 cm  | 91 kg | 23-06-1993   | Duke             |